# Jetalliance Racing Team

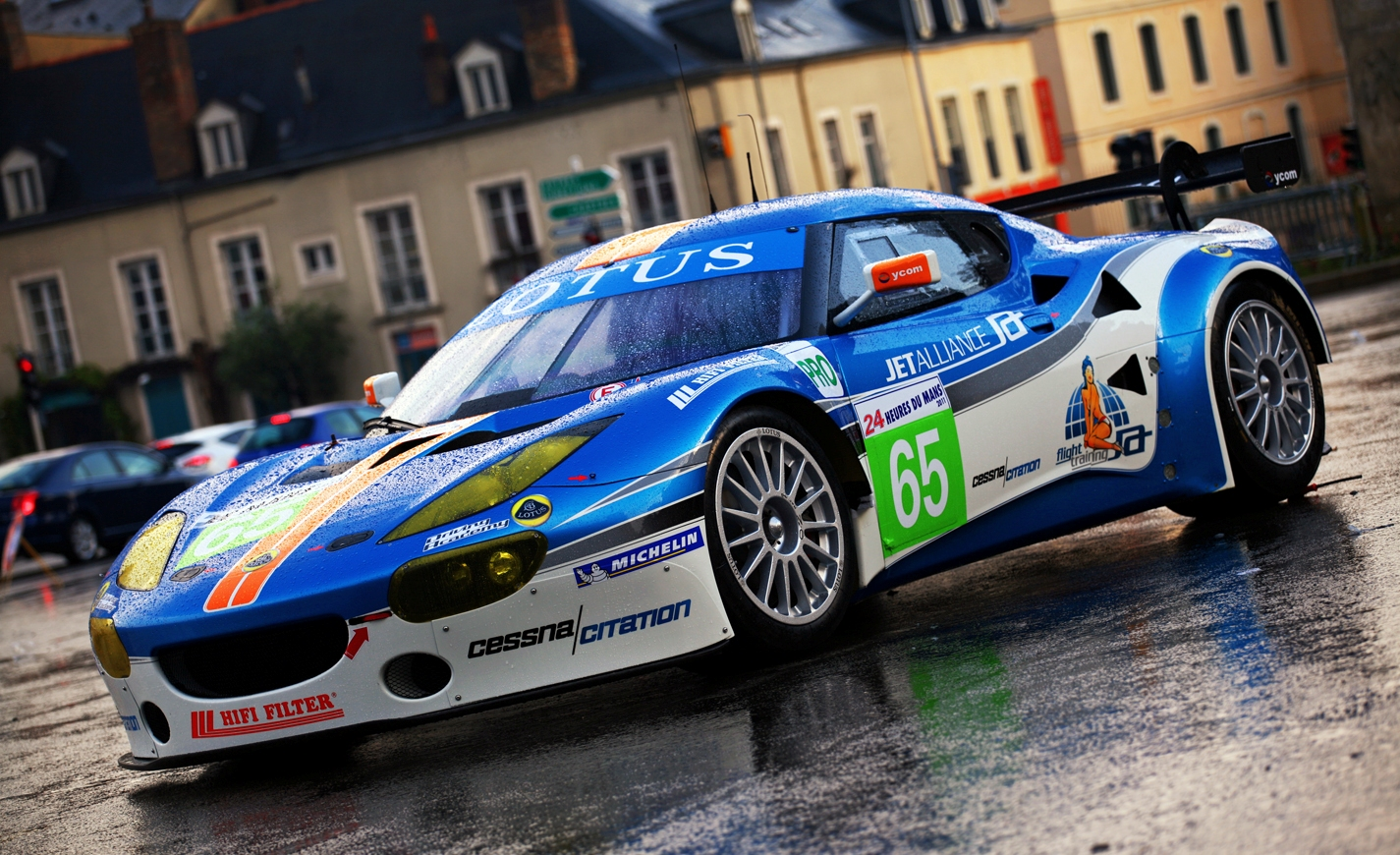
Ein Lotus Evora 124 (2011)

Das Jetalliance Racing Team ist ein 2006 gegründetes österreichisches GT-Rennteam, das 2009 mit einem Aston Martin DBR9 GT1 und 2011 mit zwei Lotus Evora GT2 am 24-Stunden-Rennen von Le Mans teilnahm. Das Team wurde von Jetalliance Eigentümer Lukas Lichtner-Hoyer gegründet.

## Motorsporthistorie
Zwischen 2006 und 2008 setzte das Team je zwei Aston Martin DBR9 in der FIA-GT-Meisterschaft ein. Mit einem Fahrzeug dieses Typs absolvierte das Jetalliance Racing Team in den Jahren 2007 und 2009 je einen Gaststart in der Le Mans Series (LMS) beim 1000-km-Rennen von Spa-Francorchamps.

In der Saison 2011 nahm das Team mit zwei Lotus Evora GT2 nicht nur beim 24-Stunden-Rennen von Le Mans, sondern auch am Intercontinental Le Mans Cup (ILMC) in der GTE-Klasse teil. Darüber hinaus war das Jetalliance Racing Team im GT4 Europacup und in der Porsche GT3 Cup Challenge aktiv. Der Rennbetrieb wurde 2012 nicht weitergeführt.

## Erfolge

### 24-Stunden-Rennen von Le Mans
Für das 24-Stunden-Rennen von Le Mans 2009 musste der zuvor in der FIA-GT-Meisterschaft eingesetzt Aston Martin DBR9 regelementsbedingt umgebaut werden. Er erhielt einen kleineren Tank, eine Klimaanlage, außerdem wurden Veränderungen an der Aerodynamik vorgenommen. Am Ende des Rennens belegte das Team als letztes gewertetes GT1-Fahrzeug mit Lukas Lichtner-Hoyer, Thomas Gruber und Alex Müller den dritten Rang der GT1-Klasse, hinter einer der beiden Werks-Corvette C6.R und einer Kunden-Corvette von Alphand Aventures.

### FIA-GT-Meisterschaft
Zwischen 2006 und 2008 erzielte das Team in der FIA-GT-Meisterschaft insgesamt sieben Siege mit den Fahrern Karl Wendlinger und Ryan Sharp. Diese belegten 2007 in der Fahrerwertung den zweiten Platz hinter Thomas Biagi vom Vitaphone Racing Team. Jetalliance Racing wurde 2007 und 2008 in der Teamwertung Gesamtdritter.